# Pedro Fernandes Palha

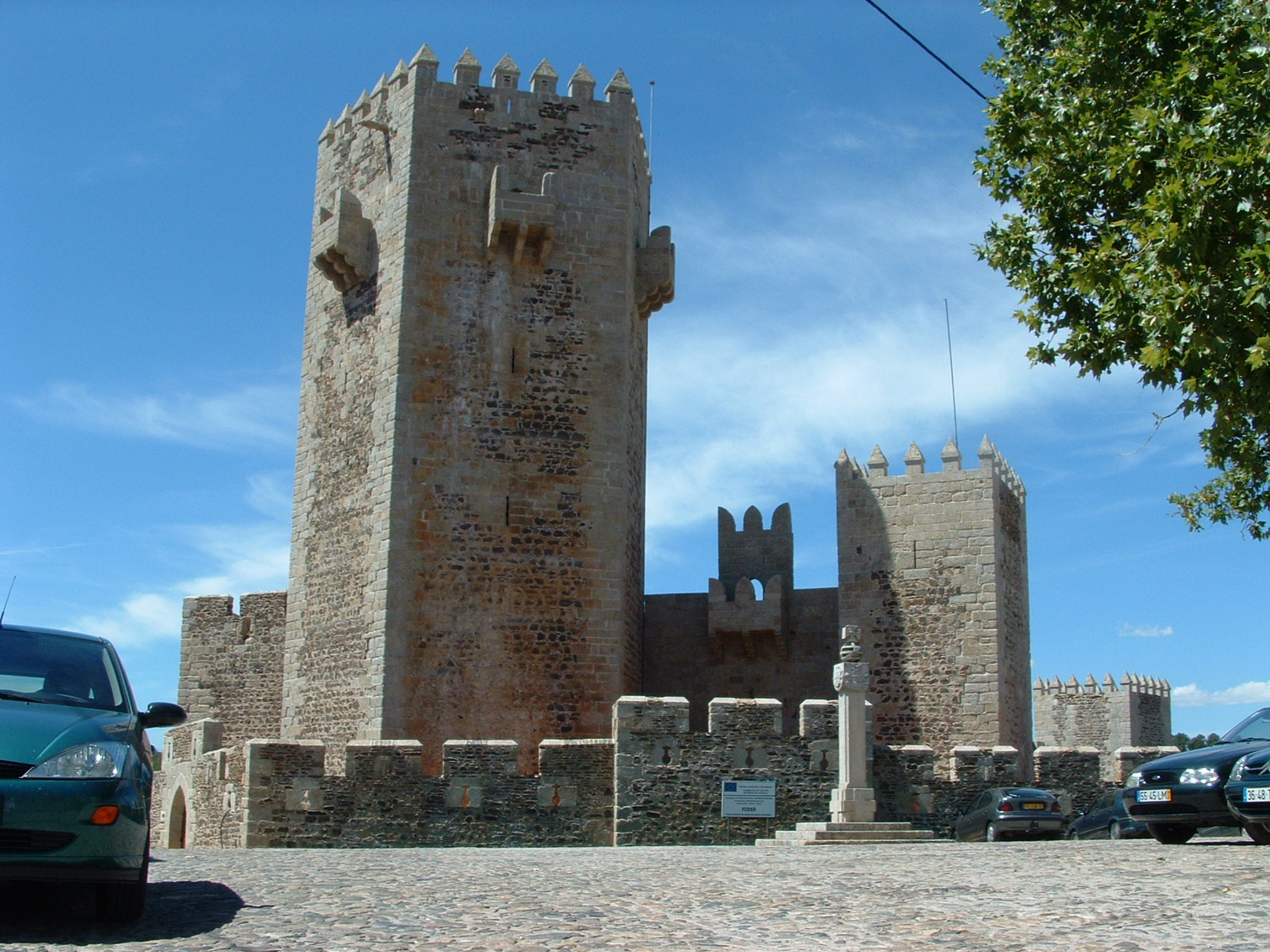
Castelo do Sabugal.

Pedro Fernandes Palha (1290 -?) foi um nobre medieval do Reino de Portugal. Foi detentor do senhorio do Couto de Leomil e alcaide-Mor do Castelo de Trancoso, localizado na Beira Interior, na cidade de mesmo nome, freguesia de Santa Maria, concelho de Trancoso, distrito da Guarda, do Castelo de Marialva, localizado na Beira Alta, na vila de Marialva, freguesia e concelho de Mêda, Distrito da Guarda e do Castelo de Sabugal, localizado na cidade, freguesia e concelho do Sabugal, no distrito da Guarda. 
Deteve também o cargo de meirinho-mor do Reino de Portugal. O rei D. Fernando I de Portugal, corria o dia 6 de março de 1372 fez-lhe mercê das localidades de Penela, Póvoa e de várias terras em Magueija.
Estas doações foram acompanhadas de todos os direitos que possuíam menos o referente às apelações em caso de crime e de correição.
D. Fernando de Portugal, fez-lhe, já em 1383 a doação a título perpétuo e plena de todos os direitos do Castelo de Penedono.

## Relações familiares
Casou com Urraca Fernandes Varela (c. 1290 -) filha de Fernão Varela (1260 -?) e de Maria Martins Marinho (c. 1270 -?), de quem teve:
1. Lopo Pires Varela (1310 -?) casado com Leonor Gonçalves, senhora da Azambuja;
2. Gonçalo Pires Varela, que foi abade de Soveroso;
3. Maria Pires Varela;
4. Teresa Pires Varela (1320 -?) casada com Fernão Martins da Fonseca Coutinho, senhor do Couto de Leomil;
5. Maior Pires Varela (c. 1320 -?) casada com D. Aires Gomes da Silva.